# Oumar Doudai Abakar
Oumar Doudai Abakar (* 1. Januar 2005) ist ein katarischer Hürdenläufer, der sich auf den 110-Meter-Hürdenlauf spezialisiert hat und aktuell Inhaber des Landesrekords ist. Sein älterer Bruder Ismail Doudai Abakar ist ebenfalls als Hürdenläufer aktiv.

## Sportliche Laufbahn
Erste internationale Erfahrungen sammelte Oumar Doudai Abakar im Jahr 2021, als er bei den U20-Weltmeisterschaften in Nairobi mit der katarischen 4-mal-100-Meter-Staffel im Vorlauf disqualifiziert wurde. Im Jahr darauf gewann er bei den Arabischen U20-Meisterschaften in Radès in 14,43 s die Bronzemedaille über 110 m Hürden und anschließend schied er bei den U20-Weltmeisterschaften in Cali mit 14,37 s in der ersten Runde aus. Kurz darauf verpasste er bei den Islamic Solidarity Games in Konya mit 14,66 s den Finaleinzug und belegte mit der Staffel in 40,36 s den achten Platz. 2023 gewann er bei den Westasienmeisterschaften in Doha in 14,27 s die Bronzemedaille hinter dem Kuwaiter Yaqoub Mohamed al-Youha und Kadhim Naser aus dem Irak. Anschließend gewann er bei den U20-Asienmeisterschaften in Yecheon in 13,68 s die Silbermedaille und wurde dann bei den Arabischen Meisterschaften in Marrakesch in 14,27 s Siebter. Kurz darauf gewann er bei den Panarabischen Spielen in Algier in 14,20 s die Bronzemedaille hinter dem Algerier Amine Bouanani und Yaqoub Mohamed al-Youha aus Kuwait. Im Juli kam er bei den Asienmeisterschaften in Bangkok mit 14,21 s nicht über den Vorlauf hinaus, verhalf aber der 4-mal-400-Meter-Staffel zum Finaleinzug und trug damit zum Gewinn der Bronzemedaille bei. Im Jahr darauf siegte er bei den U20-Asienmeisterschaften in Dubai mit neuem Meisterschaftsrekord von 13,24 s über 110 m Hürden. Anschließend siegte er in 13,64 s bei den Arabischen U20-Meisterschaften in Ismailia, ehe er bei den U20-Weltmeisterschaften in Lima mit 13,44 s auf Rang vier gelangte.
2025 erreichte er bei den Hallenweltmeisterschaften in Nanjing das Halbfinale über 60 m Hürden und schied dort mit neuem Landesrekord von 7,66 s aus. Im April stellte er mit 13,49 s einen neuen Landesrekord über 110 m Hürden auf und gewann im Mai bei den Arabischen Meisterschaften in Oran in 13,78 s die Silbermedaille hinter dem Ägypter Yousuf Badawy Sayed. Anschließend belegte er bei den Asienmeisterschaften in Gumi in 13,49 s den vierten Platz.
2025 wurde Abakar katarischer Hallenmeister über 60 m Hürden.

## Persönliche Bestzeiten
- 110 m Hürden: 13,39 s (+1,5 m/s), 28. Mai 2025 in Gumi (katarischer Rekord)
  - 60 m Hürden (Halle): 7,66 s, 22. März 2025 in Nanjing (katarischer Rekord)